# Solliès-Pont
Solliès-Pont [sɔljɛs pɔ̃] est une commune française, localisée dans le département du Var de la région Provence-Alpes-Côte d'Azur, située à 12 km au nord de Toulon.
Ses habitants sont appelés les Solliès-Pontois.

## Géographie

### Accès
Solliès-Pont se situe à l'ouest de la vallée du Gapeau, au pied de la forêt de Font-Blanche, et à l'est du massif de la Sainte-Baume.
La ville de Toulon au sud-ouest est éloignée de 16 km par la route, et la ville de Hyères au sud-est à environ 18 km.

### Lieux-dits et hameaux
La ville compte plusieurs hameaux : au nord les Sénès, au nord-ouest les Aiguiers, au sud-ouest la Tour et au sud-est les Laugiers.

### Relief et géologie
Un territoire au contact de trois entités géologiques et topographiques :
- au nord-ouest, la terminaison des massifs de la Provence Calcaire,
- au centre, la plaine agricole traversée par le Gapeau,
- à l'est, les contreforts du massif gréseux des Pousselons.

Des espaces naturels propices aux activités de loisirs.

### Voies de communications et transports

#### Voies routières
- Solliès-Pont est à une heure de Marseille et 1 h 30 de Nice par les autoroutes A 18 et A55[3].

#### Transports en commun
- Transport en Provence-Alpes-Côte d'Azur

Commune desservie par le réseau régional de transports en commun Zou ! (ex Varlib). Les collectivités territoriales ont en effet mis en œuvre un « service de transports à la demande » (TAD), réseau régional Zou !.

#### Lignes SNCF
- Gare SNCF à Solliès-Pont pour les liaisons TER (Transport express régional)  et Toulon pour les TGV.

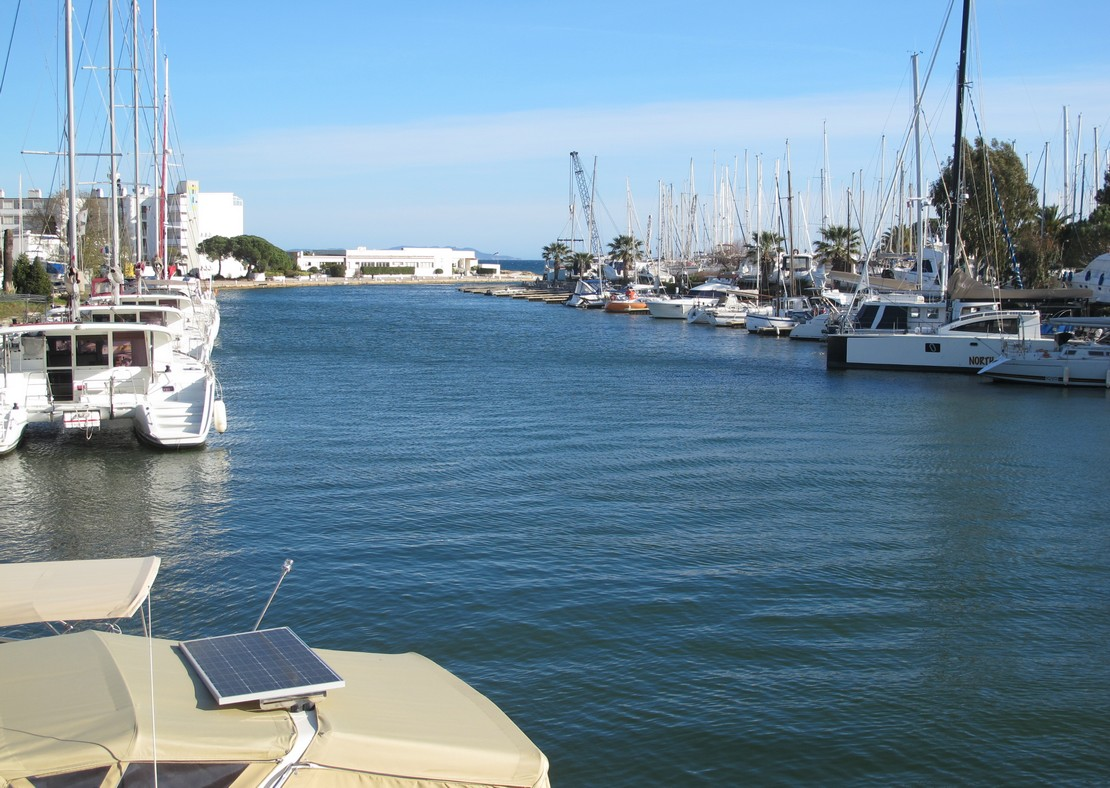
L'embouchure du Gapeau, vue du pont de la route de Hyères aux Salins.

- Gare de Marseille-Saint-Charles,
- Gare de Toulon.

#### Ports
- Ports en Provence-Alpes-Côte d'Azur :
  - Rade de Toulon,
  - Port de Marseille,

#### Transports aériens
Les aéroports les plus proches sont :
- l'aéroport de Toulon-Hyères ;
- l'aéroport de Marseille Provence ;
- l'aéroport de Nice-Côte d'Azur.

### Sismicité
Commune située en zone de sismicité faible.

### Hydrographie et les eaux souterraines

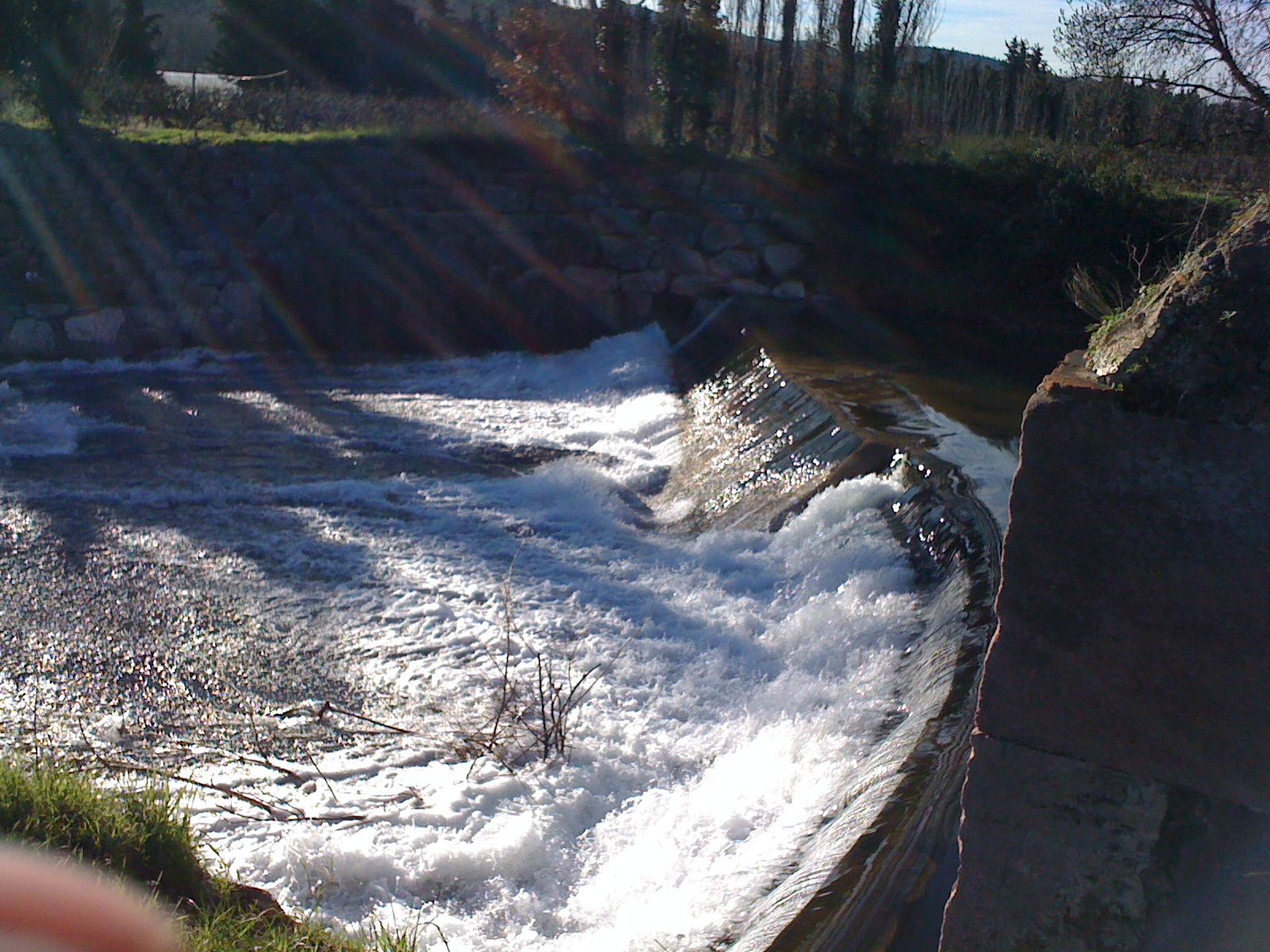
Barrage sur le Gapeau, avant le confluent avec le val des Borrels.

Cours d'eau sur la commune ou à son aval :
- La ville est traversée par le fleuve côtier le Gapeau qui permet l'irrigation des terres cultivables se trouvant tout autour de la commune. Ce fleuve prend sa source à Signes au nord, il passe notamment par les communes de Méounes, Belgentier puis Solliès-Toucas. Il se jette dans la mer aux Salins d'Hyères après un parcours de 40 km. Les débits du Gapeau sont suivis avec beaucoup d'attention[7].
- Les ruisseaux : du petit réal, de la jonquière, des partides, des anduès, de sainte-christine,
- Le vallon des ruscats.

### Climat
Pour des articles plus généraux, voir Climat de Provence-Alpes-Côte d'Azur et Climat du Var.
En 2010, le climat de la commune est de type climat méditerranéen franc, selon une étude du Centre national de la recherche scientifique s'appuyant sur une série de données couvrant la période 1971-2000. En 2020, Météo-France publie une typologie des climats de la France métropolitaine dans laquelle la commune est exposée à un climat méditerranéen et est dans une zone de transition entre les régions climatiques « Provence, Languedoc-Roussillon » et « Var, Alpes-Maritimes ». 
Pour la période 1971-2000, la température annuelle moyenne est de 14,8 °C, avec une amplitude thermique annuelle de 14,8 °C. Le cumul annuel moyen de précipitations est de 781 mm, avec 6 jours de précipitations en janvier et 1,4 jours en juillet. Pour la période 1991-2020, la température moyenne annuelle observée sur la station météorologique de Météo-France la plus proche, « Cuers », sur la commune de Cuers à 6 km à vol d'oiseau, est de 15,5 °C et le cumul annuel moyen de précipitations est de 778,9 mm. 
La température maximale relevée sur cette station est de 41,3 °C, atteinte le 5 août 2017 ; la température minimale est de −9,3 °C, atteinte le 11 février 2012,,. 
| Mois                                  | jan.          | fév.          | mars          | avril         | mai           | juin         | jui.          | août          | sep.          | oct.          | nov.            | déc.          | année     |
| ------------------------------------- | ------------- | ------------- | ------------- | ------------- | ------------- | ------------ | ------------- | ------------- | ------------- | ------------- | --------------- | ------------- | --------- |
| Température minimale moyenne (°C)     | 2             | 2,1           | 4,3           | 7,1           | 10,8          | 14,1         | 16,4          | 16,1          | 13,1          | 10,2          | 6,1             | 2,9           | 8,8       |
| Température moyenne (°C)              | 7,9           | 8,3           | 10,9          | 13,8          | 17,7          | 21,7         | 24,4          | 24,2          | 20,4          | 16,5          | 11,7            | 8,6           | 15,5      |
| Température maximale moyenne (°C)     | 13,7          | 14,5          | 17,5          | 20,5          | 24,5          | 29,3         | 32,4          | 32,3          | 27,6          | 22,8          | 17,4            | 14,3          | 22,2      |
| Record de froid (°C) date du record   | −9,1 07.01.02 | −9,3 11.02.12 | −9,3 02.03.05 | −4,4 08.04.21 | 1,3 07.05.19  | 5,5 04.06.06 | 7,9 17.07.00  | 7,2 23.08.07  | 3,1 21.09.17  | −1,4 22.10.07 | −8,8 23.11.1998 | −9,1 20.12.01 | −9,3 2012 |
| Record de chaleur (°C) date du record | 23,3 10.01.15 | 25,1 03.02.20 | 28,4 21.03.02 | 27,9 23.04.09 | 35,1 12.05.12 | 39 27.06.19  | 39,8 20.07.23 | 41,3 05.08.17 | 35,9 05.09.16 | 31,1 28.10.06 | 27,9 14.11.23   | 23,1 30.12.21 | 41,3 2017 |
| Précipitations (mm)                   | 73,4          | 54,8          | 57,4          | 57,1          | 56,7          | 33,5         | 15,6          | 19,3          | 76,6          | 105,5         | 141,4           | 87,6          | 778,9     |

| Diagramme climatique                                  |             |             |             |              |              |              |              |              |               |              |             |
| J                                                     | F           | M           | A           | M            | J            | J            | A            | S            | O             | N            | D           |
| 13,7273,4                                             | 14,52,154,8 | 17,54,357,4 | 20,57,157,1 | 24,510,856,7 | 29,314,133,5 | 32,416,415,6 | 32,316,119,3 | 27,613,176,6 | 22,810,2105,5 | 17,46,1141,4 | 14,32,987,6 |
| Moyennes : • Temp. maxi et mini °C • Précipitation mm |             |             |             |              |              |              |              |              |               |              |             |

Les paramètres climatiques de la commune ont été estimés pour le milieu du siècle (2041-2070) selon différents scénarios d'émission de gaz à effet de serre à partir des nouvelles projections climatiques de référence DRIAS-2020. Ils sont consultables sur un site dédié publié par Météo-France en novembre 2022.

## Urbanisme

### Typologie
Au 1er janvier 2024, Solliès-Pont est catégorisée centre urbain intermédiaire, selon la nouvelle grille communale de densité à sept niveaux définie par l'Insee en 2022.
Elle appartient à l'unité urbaine de Toulon, une agglomération inter-départementale regroupant 27  communes, dont elle est une commune de la banlieue,,. Par ailleurs la commune fait partie de l'aire d'attraction de Toulon, dont elle est une commune de la couronne,. Cette aire, qui regroupe 35 communes, est catégorisée dans les aires de 200 000 à moins de 700 000 habitants,.

### Occupation des sols
Le tableau ci-dessous présente l'occupation des sols de la commune en 2018, telle qu'elle ressort de la base de données européenne d’occupation biophysique des sols Corine Land Cover (CLC).
| Type d’occupation                                                                   | Pourcentage | Superficie (en hectares) |
| ----------------------------------------------------------------------------------- | ----------- | ------------------------ |
| Tissu urbain discontinu                                                             | 24,1 %      | 429                      |
| Zones industrielles ou commerciales et installations publiques                      | 2,9 %       | 51                       |
| Terres arables hors périmètres d'irrigation                                         | 2,2 %       | 40                       |
| Vergers et petits fruits                                                            | 31,5 %      | 565                      |
| Prairies et autres surfaces toujours en herbe                                       | 0,4 %       | 53                       |
| Systèmes culturaux et parcellaires complexes                                        | 9,6 %       | 172                      |
| Surfaces essentiellement agricoles interrompues par des espaces naturels importants | 0,3 %       | 5                        |
| Forêts de feuillus                                                                  | 0,7 %       | 12                       |
| Forêts de conifères                                                                 | 7,1 %       | 127                      |
| Forêts mélangées                                                                    | 21,3 %      | 381                      |
| Pelouses et pâturages naturels                                                      | 0,2 %       | 3                        |
| Source : Corine Land Cover                                                          |             |                          |

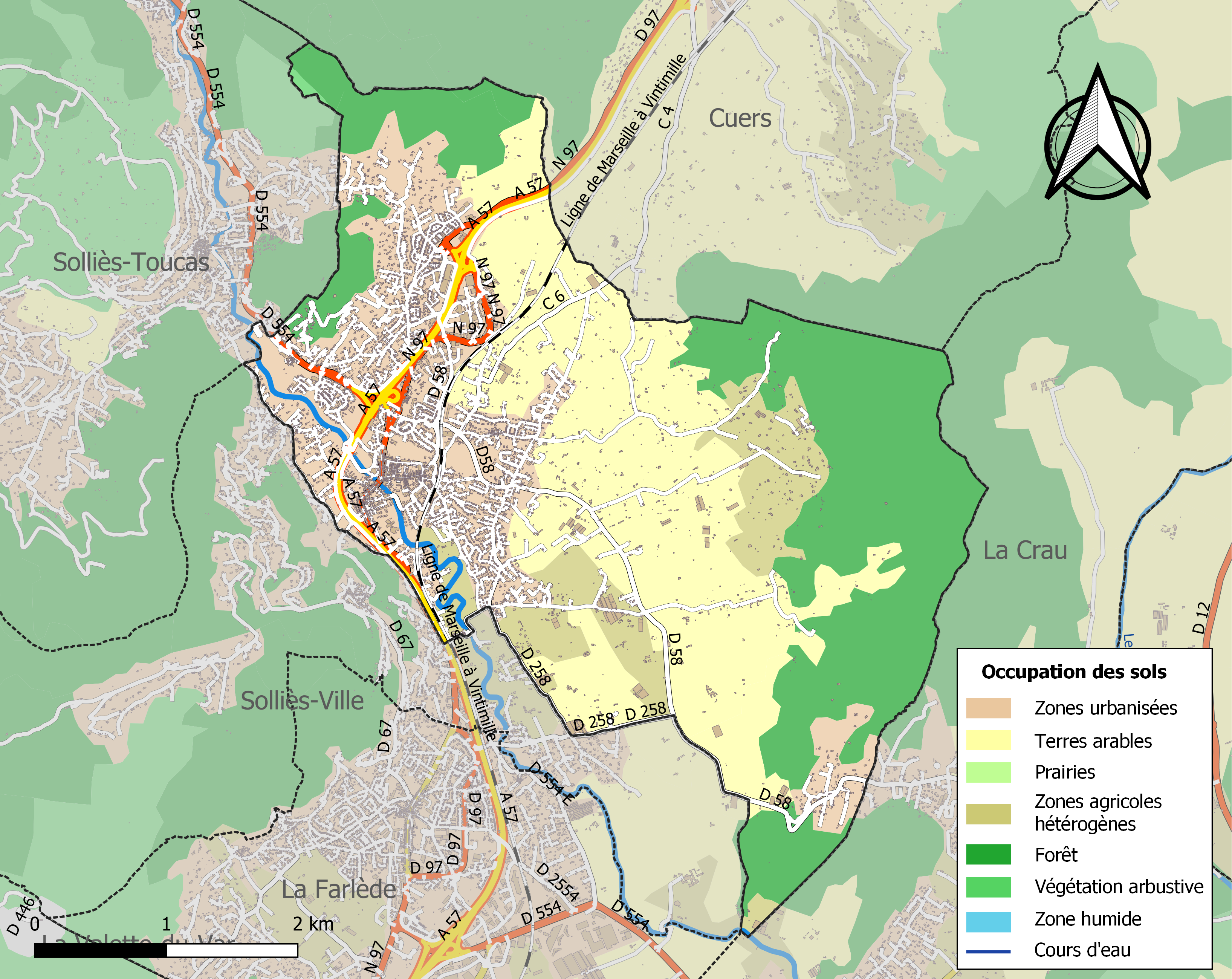
Carte des infrastructures et de l'occupation des sols de la commune en 2018 (CLC).

Les territoires agricoles occupent 43,8 % de la surface communale contre 29,3 % la forêt et les milieux semi-naturels et 26,9 % les territoires artificialisés. Les vergers occupent une surface considérable, près d'un tiers de la surface communale, Solliès-Pont s'étant spécialisée dans la production de figues.

### Communes limitrophes
La commune de La Farlède est séparée par un angle de la commune de Solliès-Ville.
| Solliès-Toucas | Cuers         | Cuers   |
| Solliès-Ville  | Solliès-Pont  | La Crau |
| Solliès-Ville  | Solliès-Ville | La Crau |

## Toponymie
Le nom en ancien provençal est Soliers. Il évolua par l'influence du français en Souliers (car le -o de l'ancien provençal se prononçait généralement -ou) puis par la codification de la graphie de Roumanille en Souliés (ou encore Souliés-Pouant). La norme classique de l'occitan préconise l'utilisation de Soliers Pònt et se prononce comme Souliés-Pouant.

## Histoire
Le canton de Solliès-Pont a pour origine la localité de Solliès-Ville (autrefois Solliès-le-Haut), édifiée à l'époque gallo-romaine.
La petite ville est née du morcellement de ce qui fut le territoire de Solliès-Ville et Solliès-le-Haut, localité dépendante de la seigneurie de la famille Forbin, située sur l’éperon rocheux dominant la vallée du Gapeau.

Grâce à cet emplacement, lors de la longue période barbaresque, les habitants se réfugiaient sur les sommets pour échapper aux raids sarrasins.
Vers la fin du Moyen Âge on construisit les premières habitations près du pont sur le Gapeau. En 1480, un certain Forbin acheta le territoire qui devint Solliès-Pont, nom adopté dès la Révolution française, dont le sens dérive de « soleil » en langue provençale.
En 1797, la commune obtint l’indépendance tant désirée.
Le 8 avril 1799, le territoire des Solliès et trente hameaux qui ne forment qu'une seule communauté est partagé en quatre communes : Solliès-Ville, Solliès-Pont, Solliès-Toucas et La Farlède (autrefois Solliès-Farlède).
La seigneurie de Solliès appartient successivement aux vicomtes de Marseille, aux comtes de Provence, à la famille de Forbin et divers particuliers.
Le comte Geoffroy donne Solliès au vicomte de Marseille dont sera issue la branche "de Soliers", Solliès appartient ensuite à la famille Piégut et à la famille Riquier, de Morance, de Beauveau, de Forbin (dit "le Grand"), Les Des Porcellets, encore aux Forbin, ensuite à la famille Barben, de Beaux, de Blois, de Dreux, de Tarente, de Gonsalve de Morance et à ses successeurs qui, jusque sous Louis XIV ont été gouverneurs de Toulon.
Le château de Solliès-Pont reçut la visite de Charles IX, Catherine de Médicis, Louis XIV. Sous la Révolution française, des soldats cantonnés dans le château y mirent le feu; il fut reconstruit en 1862.
Vers la fin du XVIe et au commencement du XVIIe siècle, Solliès-Pont a été sans cesse exposée au fléau de la peste.
La ville fut maintes fois pillée et saccagée pendant les guerres de Religion, et par les troupes du duc de Savoie en 1707.
Au XIXe siècle, on y cultivait des citrons, des oranges et des pommes ; il y avait d'importantes tanneries et des filatures de soie.
Aujourd'hui, Solliès-Pont est spécialisée dans la production de chocolat, de nougat, de confitures... ainsi que dans la réalisation de précieuses céramiques et émaux. La ville présente également une cave vinicole,et célèbre la Fête de la figue à la fin du mois d'août.

## Politique et administration

### Liste des maires
| Période    | Période                   | Identité                                   | Étiquette    | Qualité |
| ---------- | ------------------------- | ------------------------------------------ | ------------ | --- |
| 1789       | 1790                      | Joseph-François Gerfroit                   |              | Docteur en médecine |
| 1790       | 1793                      | Victor Dollioule                           |              | Propriétaire |
| 1793       | 1793                      | Dominique Toucas                           |              | Propriétaire |
| 1793       | 1793                      | François Grué                              |              | Propriétaire |
| 1793       | 1794                      | Dominique Toucas                           |              | Propriétaire |
| 1794       | 1795                      | Jean-Gabriel Bon                           |              | Propriétaire |
| 1795       | 1795                      | Jean-Baptiste Arène                        |              | |
| 1795       | 1795                      | Jean-François Grué                         |              | Propriétaire |
| 1795       | 1795                      | Jacques Mazau                              |              | Notaire |
| 1795       | 1797                      | Sauveur Garnier                            |              | Percepteur |
| 1797       | 1797                      | Sénès                                      |              | Propriétaire |
| 1797       | 1798                      | Félix Garnier                              |              | Propriétaire |
| 1798       | 1798                      | Jean-Gabriel Bon                           |              | Propriétaire |
| 1798       | 1800                      | Jean-Baptiste Gardanne                     |              | |
| 1800       | 1800                      | Joseph Pellen                              |              | |
| 1800       | 1801                      | Jean-Gabriel Bon                           |              | Propriétaire |
| 1801       | 1807                      | Jean-François Sénès                        |              | Notaire |
| 1807       | 1812                      | Louis-Augustin Fiès                        |              | Officier en retraite |
| 1812       | 1816                      | Joseph-Sextius, marquis de l'Estang-Parade |              | Propriétaire |
| 1816       | 1824                      | Hilarion-Auffan Sénès                      |              | Notaire |
| 1824       | 1829                      | Sauveur-Guillaume Pellegrin                |              | Avocat |
| 1829       | 1830                      | Pierre-Grégoire Fiès                       |              | Propriétaire |
| 1830       | 1830                      | Charles-François-Ferdinand Bon             |              | Propriétaire |
| 1830       | 1832                      | Félix-Martin Garnier                       |              | Propriétaire |
| 1832       | 1837                      | Louis-Alexandre-Auguste Aillaud            |              | Propriétaire |
| 1837       | 1846                      | Louis-Félix-Auguste Dollieule              |              | Ancien notaire |
| 1846       | 1848                      | Joseph-Paul Gensollen                      |              | Propriétaire |
| 1848       | 1849                      | Cyprien Bouffier                           |              | Propriétaire |
| 1849       | 1860                      | Jean-Baptiste Arène                        |              | Fabricant tanneur |
| 1860       | 1865                      | Joseph-François-Philippe Gerfroit          |              | Médecin |
| 1865       | 1871                      | Léonce-Alcide Grué                         |              | Propriétaire |
| 1871       | 1871                      | Charles-Michel Gensollen                   |              | Docteur en médecine |
| 1871       | 1874                      | Joseph-Marius Aillaud                      |              | Cafetier |
| 1874       | 1875                      | Jacques-Philémon Dollieule                 |              | Lieutenant de vaisseau en retraite                                                                                               |
| 1875       | 1876                      | Auguste-Alexandre Bouffier                 |              | Mécanicien |
| 1876       | 1877                      | Joseph-Marius Aillaud                      |              | Cafetier |
| 1877       | 1878                      | Auguste Ginouvès                           |              | Avocat |
| 1878       | 1886                      | Marius-Edouard Gueit                       | Républicain  | Pharmacien et propriétaire Conseiller général du canton de Solliès-Pont (1883 → 1886)                                            |
| 1887       | 1891                      | Gustave Léonce Emmanuel Sauvan             |              | Juge de paix |
| 1891       | 1900 (décès)              | Charles Michel Gensollen                   | Rad.         | Docteur en médecine Conseiller général du canton de Solliès-Pont (1886 → 1900) Président du conseil général du Var (1900 → 1901) |
| ?          | ?                         | Joseph Aillaud                             | RG           | Conseiller général du canton de Solliès-Pont (1922 → 1934)                                                                       |
| avril 1932 | décembre 1938 (démission) | Édouard Gerfroit                           | SFIO         | Fabricant-marchand d’huiles Conseiller général du canton de Solliès-Pont (1934 → 1938)                                           |
| mai 1945   | mai 1953                  | Georges Durando                            | PCF          | Cheminot Conseiller général du canton de Solliès-Pont (1945 → 1951) Réélu en 1947                                                |
| mai 1953   | mars 1965                 | Claude Brun                                | Droite       | Médecin généraliste Réélu en 1959                                                                                                |
| mars 1977  | 1985 (décès)              | Jean Murat                                 | Droite       | Réélu en 1983 |
| 1985       | mars 1989                 | André Durier                               | UDF          | Enseignant |
| mars 1989  | juin 1995                 | André Autran                               | PS           | |
| juin 1995  | mars 2001                 | André Duhamel                              | DL           | Trésorier principal |
| mars 2001  | 2005 (décès)              | Gérard Capifali                            | SE           | |
| 2005       | mars 2008                 | Jean Rassat                                | DVD          | Retraité |
| mars 2008  | en cours                  | André Garron                               | UMP puis DVD | Médecin des hôpitaux retraité 1er vice-président de la CC de la Vallée du Gapeau (2018 → ) Réélu en 2014                         |

### Budget et fiscalité 2020
En 2020, le budget de la commune était constitué ainsi :
- total des produits de fonctionnement : 13 928 000 €, soit 1 231 € par habitant ;
- total des charges de fonctionnement : 12 637 000 €, soit 1 117 € par habitant ;
- total des ressources d'investissement : 5 027 000 €, soit 445 € par habitant ;
- total des emplois d'investissement : 4 186 000 €, soit 370 € par habitant ;
- endettement : 9 695 000 €, soit 857 € par habitant.

Avec les taux de fiscalité suivants :
- taxe d'habitation : 19,03 % ;
- taxe foncière sur les propriétés bâties : 30,01 % ;
- taxe foncière sur les propriétés non bâties : 50,00 % ;
- taxe additionnelle à la taxe foncière sur les propriétés non bâties : 0,00 % ;
- cotisation foncière des entreprises : 0,00 %.

Chiffres clés Revenus et pauvreté des ménages en 2018 : médiane en 2018 du revenu disponible, par unité de consommation : 21 840 €.

### Politique environnementale
La municipalité a mis en place plusieurs actions de protection de l'environnement : prévention des risques naturels, notamment crues et incendies, propreté, tri sélectif et lutte contre les dépôts sauvages de déchets.
Station d'épuration intercommunale de la Crau / vallée du Gapeau, de 80 000 équivalent-habitants.
La réalisation de trompe-l'œil, contribue à l'amélioration de l'esthétique des rues du village.
Le rond-point Antoine Pinay a, lui, été mis à profit pour mettre en valeur la production figuière, de variété Bourjassotte noire.

### Jumelages
Peveragno (Italie) depuis 2000

### Intercommunalité
Elle est chef-lieu de canton et regroupe les villages de Belgentier, la Farlède, Solliès-Toucas, Cuers et Solliès-Ville dont elle est aussi le centre administratif et commercial.
Solliès-Pont appartient à la communauté de communes de la Vallée du Gapeau. Celle-ci a été créée en 1995 autour des communes du canton plus celle voisine de La Crau. En 2010, La Crau quitte la CCVG pour rejoindre l'agglomération Métropole Toulon Provence Méditerranée.

## Population et société

### Démographie

#### Évolution démographique
Le canton compte 40 000 habitants et environ 17 000 foyers. Une population jeune, les moins de 40 ans représentent 58 % du global et les 41/60 ans 22 %, les seniors sont à 20 %.

L'évolution du nombre d'habitants est connue à travers les recensements de la population effectués dans la commune depuis 1793. Pour les communes de plus de 10 000 habitants les recensements ont lieu chaque année à la suite d'une enquête par sondage auprès d'un échantillon d'adresses représentant 8 % de leurs logements, contrairement aux autres communes qui ont un recensement réel tous les cinq ans,.

En 2022, la commune comptait 12 210 habitants, en évolution de +10,44 % par rapport à 2016 (Var : +4,98 %, France hors Mayotte : +2,11 %).
| 1793  | 1800  | 1806  | 1821  | 1831  | 1836  | 1841  | 1846  | 1851  |
| ----- | ----- | ----- | ----- | ----- | ----- | ----- | ----- | ----- |
| 5 693 | 2 609 | 2 526 | 3 430 | 3 493 | 3 277 | 3 171 | 3 210 | 2 980 |

| 1856  | 1861  | 1866  | 1872  | 1876  | 1881  | 1886  | 1891  | 1896  |
| ----- | ----- | ----- | ----- | ----- | ----- | ----- | ----- | ----- |
| 2 961 | 2 961 | 2 792 | 2 692 | 2 905 | 2 891 | 2 662 | 2 705 | 2 701 |

| 1901  | 1906  | 1911  | 1921  | 1926  | 1931  | 1936  | 1946  | 1954  |
| ----- | ----- | ----- | ----- | ----- | ----- | ----- | ----- | ----- |
| 2 784 | 2 867 | 2 757 | 2 689 | 2 666 | 2 790 | 2 868 | 2 979 | 3 109 |

| 1962  | 1968  | 1975  | 1982  | 1990  | 1999   | 2006   | 2011   | 2016   |
| ----- | ----- | ----- | ----- | ----- | ------ | ------ | ------ | ------ |
| 4 021 | 4 214 | 4 549 | 5 492 | 9 525 | 10 820 | 10 788 | 11 568 | 11 056 |

| 2021   | 2022   | - | - | - | - | - | - | - |
| ------ | ------ | - | - | - | - | - | - | - |
| 12 080 | 12 210 | - | - | - | - | - | - | - |

### Enseignement
Les élèves de Solliès-Pont commencent leurs études dans les écoles de la commune :
| Cycle       | Établissement public | Établissement privé         |
| ----------- | --- | --------------------------- |
| Maternelles | École maternelle Alphonse-Daudet École maternelle Frédéric-Mistral École maternelle Jules-Rimbaud École maternelle Houard-Sauvat | École maternelle Notre-Dame |
| Primaires   | École primaire Alphonse-Daudet École primaire Frédéric-Mistral École primaire Jean-Moulin École primaire Émile-Astoin            | École primaire Notre-Dame   |
| Collèges    | Collège La Vallée-du-Gapeau Collège Lou Castellas                                                                                | -                           |

### Manifestations culturelles et festivités
- Célébration de la Saint-Maur depuis 1505 (janvier)
- Printemps international de l'orgue (de mars à mai)
- Festival des chapelles (avril)
- Fête du printemps (mai)
- Tournoi de football des cerises (Pentecôte)
- Festival du château (juillet)
- Fête patronale de la Sainte-Christine (juillet)
- Fête de la Saint Roch (16 août)[37]
- Fête de la figue de Solliès (dernier week-end d'août)

Toute l'année
- Ses festivals : Les Nuits du Château en juillet et Musique à la Cour en août
- Expositions mensuelles au château par le Comité des fêtes et de la culture[38].
- Conférences trimestrielles d'égyptologie.

### Santé
Professionnels et services de santé : 
- Médecins[40].
- Pharmacies.
- Cliniques et hôpitaux :
  - Cliniques à Solliès-Toucas[41].
  - Centre hospitalier intercommunal Toulon-La Seyne-sur-Mer,
  - Pôle de santé du golfe de Saint-Tropez,

### Sports
La ville dispose des équipements sportifs suivants :
- le stade Jean-Murat pour des compétitions de football, de rugby et l’athlétisme ;
- le gymnase Saint-Cast ;
- les courts de tennis du Tennis club (8 de plein air et 2 couverts) ;
- le mini stadium. Terrain de football (14 × 28 mètres) entièrement équipé de filets pare-ballons et aménagé près du boulodrome ;
- le skate-park de l’avenue des Oiseaux.

Rugby à XV
- Rugby Club Vallée du Gapeau engagé en Fédérale 3

### Cultes
- Culte catholique, Paroisse Saint Jean-Baptiste, Diocèse de Fréjus-Toulon[42].

## Économie

### Agriculture
Des vignobles, des oliveraies, des champs de légumes et des plantations de fruits constituent la plus grande part de l'économie de la ville. 
Solliès-Pont était autrefois célèbre pour ses cerises, aujourd'hui c'est la culture de la figue qui a pris le pas sur celle de la cerise.
Solliès-Pont se désigne elle-même comme l'une des « capitales » de la figue, avec Caromb dans le Vaucluse et possède depuis peu une AOC qui labellise sa production.
Les vins de qualité portent le label de qualité AOC Côtes de provence. 
Des coopératives existent pour la commercialisation du vin, des fruits et des légumes dont la coopérative agricole fruitière Copsolfruit.

### Industrie
- L'entreprise Circet qui opère dans les réseaux de télécommunications a son siège sur la commune.

### Tourisme
- L'office de Tourisme intercommunal de la Vallée du Gapeau[45].
- Restaurants, chambres d'hôtes, etc.

### Commerces, artisanat
- Commerces de proximité, zone commerciale, zone artisanale de La Poulasse[46].

## Culture et patrimoine

### Lieux et monuments
Le patrimoine civil :

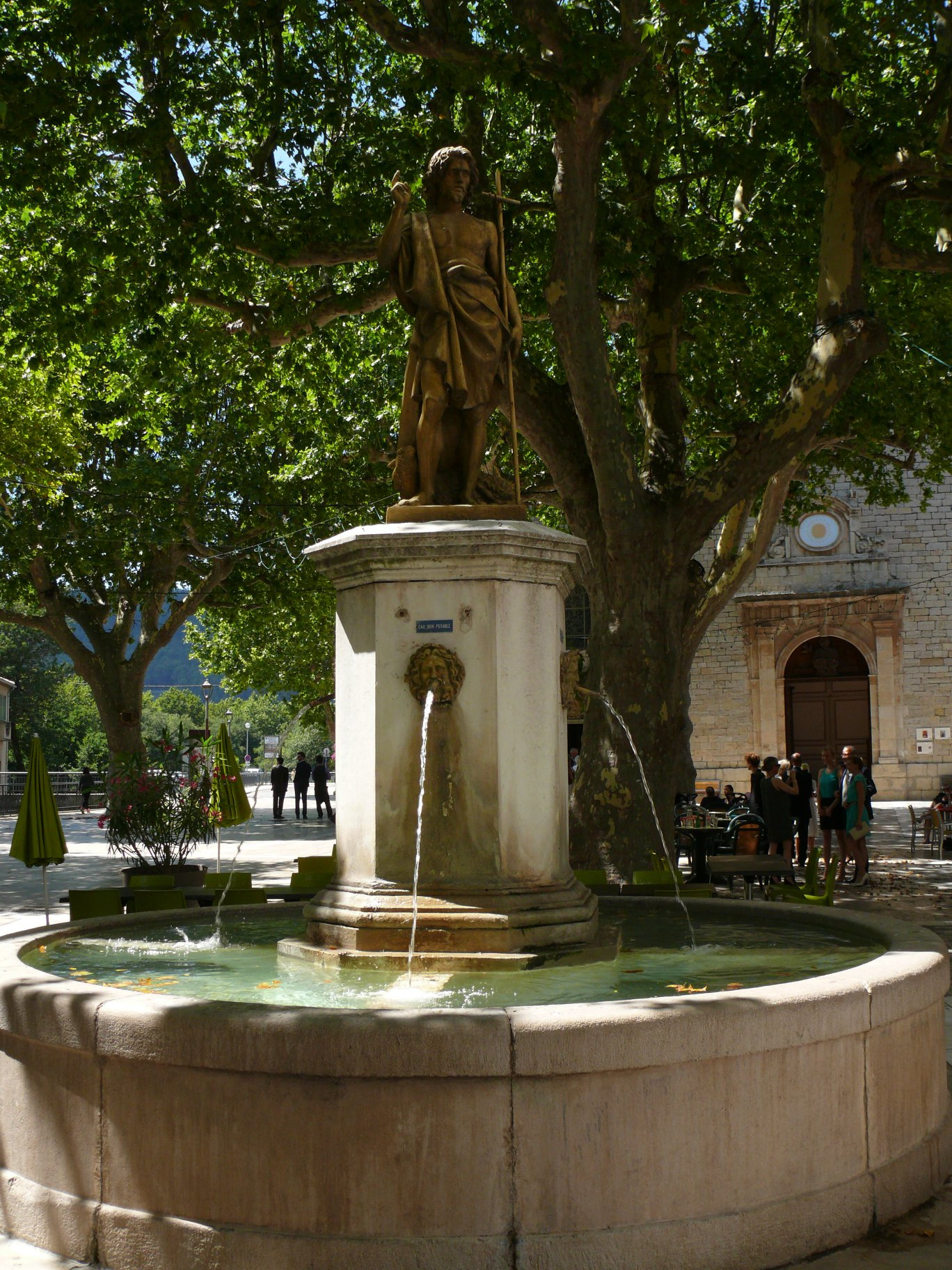
La place du village et la fontaine Saint-Jean-Baptiste.

- Le château de Solliès-Pont (château de Forbin)[47], actuellement siège de la mairie, avec son parc botanique et son étang.
- Ses fours à cade[48].
- L'ancienne commanderie des Hospitaliers au lieu-dit le Grand Beaulieu[49],[50],[51].
- L'oppidum du Castellas[52].
- Fontaines.

Le patrimoine religieux : 

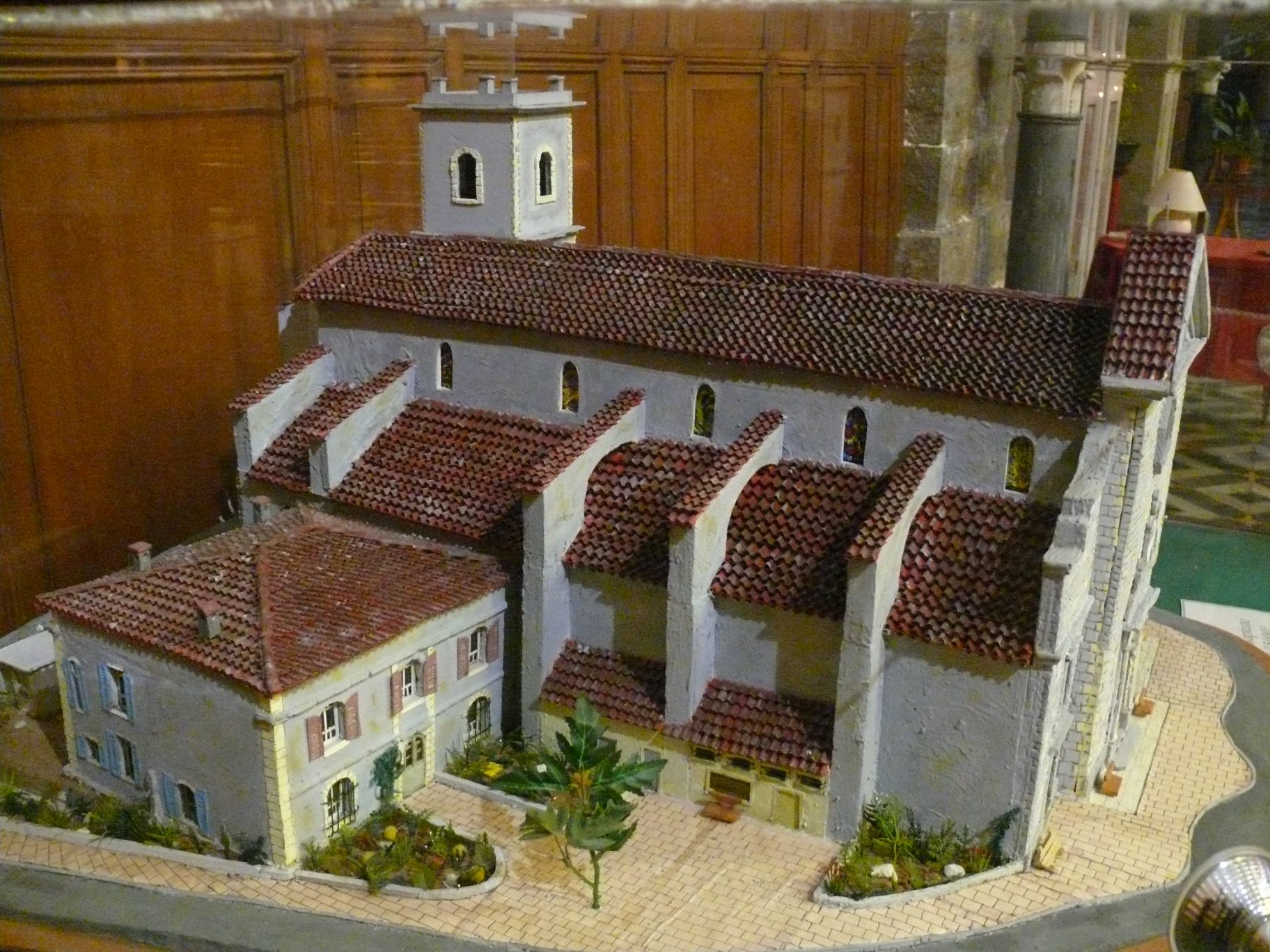
L'église Saint-Jean-Baptiste.

- L'église Saint-Jean-Baptiste avec son orgue Joseph Callinet (1846) classé Monument historique[53],[54],[55], son maître autel de Charles Gazeille et sa vaste place ombragée, cœur de la ville.
- Les ruines de l'église et du couvent (cloître) des Capucins.
- La chapelle Sainte-Christine (patronne de la commune) qui surplombe le territoire[56].
- Les chapelles Saint-Jacques aux Sénès[57], Saint-Roch aux Laugiers[58] et Saint-Victor en centre-ville[59].
- Monument aux morts[60].

Le patrimoine naturel :
- Les berges du Gapeau au niveau du quartier de l'enclos.
- Ses vastes plantations de figuiers le long du Gapeau.

### Personnalités liées à la commune
- Léon Chommeton (1869-1955), homme politique.
- Christophe Dominici (1972-2020), joueur de rugby à XV international français.
- Gaspard Amédée Gardanne (1758-1807), général de Napoléon Bonaparte.
- Antoine Groignard (1727-1799), constructeur des premiers bassins de l'arsenal de Toulon.
- Pierre Imbert, majoral du Félibrige[61].
- Henri Lacroix (1975- ), plusieurs fois champion du monde et champion de France de pétanque.
- Jean Mauco (1745-1827), général des armées de la République.
- Raphaël Ponson (1835-1904), peintre ; réputé pour ses paysages de la côte provençale et varoise - Bord de côte
- Renée Béja (1908-1982), peintre.
- Hilarion Allègre, poissonnier et auteur d'ex-voto[62],[63],[64].
- Antony Real (1821-1896), écrivain français.
- Jean Joseph Rigouard (1735-1800), évêque constitutionnel du Var.
- Jean-Baptiste Sénès dit La Sinse (1827-1907), écrivain provençal.
- Gustave Teisseire (1882-1973), général de brigade.
- Gérald Chevalier (1932-2014), lieutenant-colonel.
- Léon Vérane (1886-1954), poète.
- Justes parmi les Nations[65] : Eugène et Walda Vies ;

### Héraldique
|  | Les armoiries de Solliès-Pont se blasonnent ainsi : D'azur au pont d'or maçonné de sable, accompagné de deux soleils aussi d'or rangés en bande, un en chef et un en pointe. |